# Carlos Amable Ortiz
Carlos Amable Ortiz (Quito, 12 de marzo de 1859-Quito, 3 de octubre de 1937) fue un violinista, pianista y compositor ecuatoriano.

## Reseña biográfica

### Origen
Carlos Amable Ortiz fue alumno del primer conservatorio de música fundado en 1870 en su ciudad natal, Quito, durante el gobierno de Gabriel García Moreno. Estudió piano y violín. Su talento le valió varios premios musicales y una beca del Presidente para ampliar estudios en el Conservatorio de Milán en Italia. Sin embargo esto sería interrumpido por la prematura muerte del primer mandatario a causa de un asesinato. Al igual que muchos compositores de su generación como Segundo L. Moreno y Sixto M. Durán, su educación musical fue parcialmente autodidacta, y dependía de su lectura de libros y práctica por su cuenta propia para desarrollar su arte. 

### Compositor de pasillos

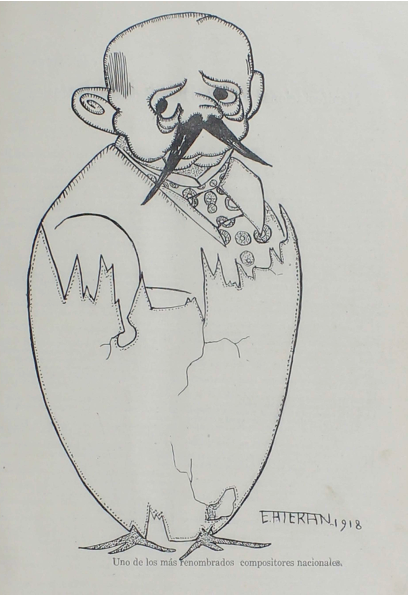
Caricatura de Carlos Amable Ortiz, que hace referencia a su apodo de "el pollo".

Fue conocido con el apodo de Carlos "el pollo" Ortiz, debido a que su papá pertenecía a la milicia de su país y era común referirse a los militares como "gallos". Carlos al ser el hijo de un militar por lo tanto recibió el apodo de "el pollo". Otra versión de dicho apodo cuenta el hecho de que al ser Ortiz una persona muy religiosa, durante una de sus asistencias a una misa, en una época cuando no existía luz eléctrica, alzó sus brazos durante la música durante la misa católica y debido a que estaba usando una capa durante ese momento, la luz de las velas se reflejaron como alas de un ave, lo que aumentaría aún más la fama de su apodo. Esto sería retratado por el caricaturista y también músico Terán, en un afiche que es recordado hasta la actualidad. Es considerado como uno de los pioneros del género musical característico de Ecuador, el pasillo. Con sus orígenes en los valses que se bailaban durante la época en la que Ecuador perteneció a la Gran Colombia, fue desarrollado como un género instrumental, bailable, relacionado con los salones y a los compositores clásicos, siendo Ortiz su principal exponente durante estos años, especialmente tras la composición de su famoso tema instrumental titulado "Reir llorando" que es una de las composiciones instrumentales en este género más famosas junto a "El espantapájaros" de Gerardo Guevara. Además de esto, compuso muchas canciones, las más conocidas de las cuales siguen formando parte del repertorio ecuatoriano: "A unos ojos", "No te olvidaré" y especialmente "Mis flores negras".
Su vida se desarrolló hasta bien entrado el siglo XX, sin embargo para entonces su importancia en la música de Ecuador empezó a ser opacada por el advenimiento de otros grandes compositores como Sixto M. Durán, el director Pedro Pablo Traversari y el musicólogo Segundo L. Moreno. Su vida llegaría hasta la tercera década del siglo XX y moriría en su ciudad natal, Quito, el 3 de octubre de 1937.

## Selección de obras
- Reír llorando
- A unos ojos
- No te olvidaré
- Flores negras
- La churudita
- Ilusión perdida